# Tyson Etienne

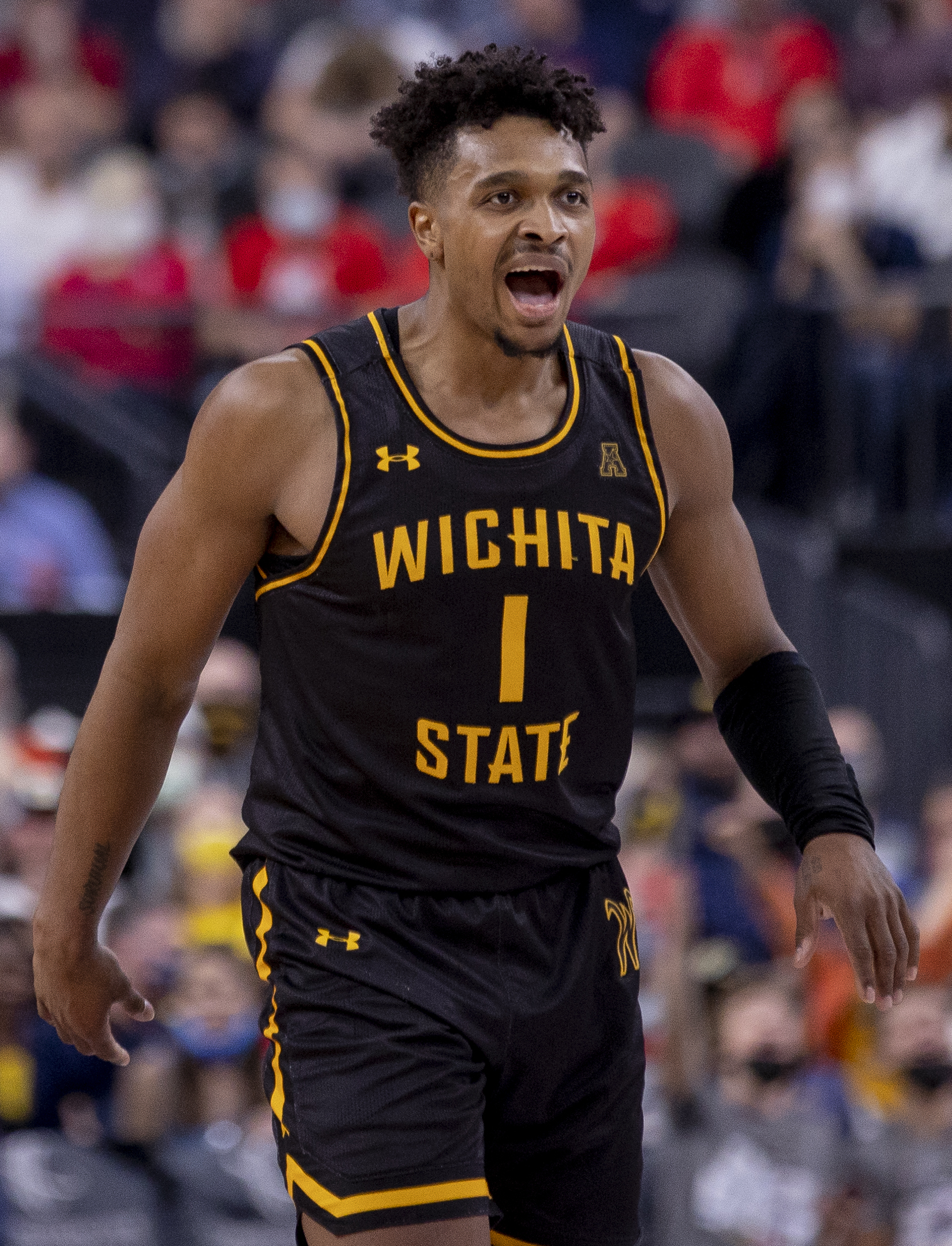
Tyson Etienne, 2021.

Tyson Etienne, född 17 september 1999 i Englewood i New Jersey, är en amerikansk professionell basketspelare (PG/SG) som spelar för Brooklyn Nets i National Basketball Association (NBA).
Han blev aldrig NBA-draftad.
Innan han blev proffs studerade Beekman vid Wichita State University och spelade för deras idrottsförening Wichita State Shockers.
Etienne är brorson till Marcus Camby och Omari Hardwick och kusin till DeAndre Jordan.